# Hong Kong Tennis Open 2018
Hong Kong Tennis Open 2018 (також відомий під назвою Prudential Hong Kong Tennis Open за назвою спонсора) — професійний тенісний турнір, що проходив на кортах з твердим покриттям Victoria Park у Гонконгу. Турнір відбувся вдев'яте. Проходив у рамках Туру WTA 2018. Тривав 8 до 14 жовтня 2018 року.

## Очки і призові

### Нарахування очок
| Дисципліна       | П   | Ф   | ПФ  | ЧФ | 1/8 | 1/16 | Q   | Q2  | Q1  |
| Одиночний розряд | 280 | 180 | 110 | 60 | 30  | 1    | 18  | 12  | 1   |
| Парний розряд    | 280 | 180 | 110 | 60 | 1   | Н/Д  | Н/Д | Н/Д | Н/Д |

### Призові гроші
| Дисципліна       | П        | Ф       | ПФ      | ЧФ      | 1/8    | 1/161  | Q2     | Q1     |
| Одиночний розряд | $163,265 | $81,251 | $43,663 | $13,068 | $7,195 | $4,444 | $2,160 | $1,270 |
| Парний розряд *  | $26,031  | $13,544 | $7,271  | $3,852  | $2,031 | Н/Д    | Н/Д    | Н/Д    |

1 Кваліфаєри отримують і призові гроші 1/16 фіналу

* на пару

## Учасниці основної сітки в одиночному розряді

### Сіяні пари
| Країна    | Гравчиня         | Рейтинг1 | Сіяна |
| --------- | ---------------- | -------- | ----- |
| Україна   | Еліна Світоліна  | 5        | 1     |
| Японія    | Наомі Осака      | 8        | 2     |
| Латвія    | Олена Остапенко  | 13       | 3     |
| Іспанія   | Гарбінє Мугуруса | 15       | 4     |
| Україна   | Леся Цуренко     | 27       | 5     |
| КНР       | Ван Цян          | 28       | 6     |
| Австралія | Дарія Гаврилова  | 33       | 7     |
| Франція   | Алізе Корне      | 39       | 8     |

- 1 Рейтинг подано станом на 1 жовтня 2018

### Інші учасниці
Нижче наведено учасниць, які отримали вайлдкард на участь в основній сітці:
- Eudice Chong
- Прісцілла Хон
- Чжан Лін

Учасниці, що потрапили в основну сітку завдяки захищеному рейтингу:
- Крістіна Кучова

Нижче наведено гравчинь, які пробились в основну сітку через стадію кваліфікації:
- Нао Хібіно
- Унс Джабір
- Леслі Керкгове
- Бібіана Схофс
- Сабіна Шаріпова
- Фанні Штоллар

Такі тенісистки потрапили в основну сітку як Щасливі лузери:
- Каролін Доулгайд
- Юлія Глушко
- Вікторія Томова

### Відмовились від участі
До початку турніру
- Катерина Макарова → її замінила  Каролін Доулгайд
- Наомі Осака → її замінила  Юлія Глушко
- Бернарда Пера → її замінила  Луксіка Кумхун
- Леся Цуренко → її замінила  Вікторія Томова
- Сачія Вікері → її замінила  Крістіна Кучова

## Учасниці основної сітки в парному розряді

### Сіяні пари
| Країна            | Гравчиня          | Країна   | Гравчиня       | Рейтинг1 | Сіяна |
| ----------------- | ----------------- | -------- | -------------- | -------- | ----- |
| Китайський Тайбей | Чжань Хаоцін      | КНР      | Ян Чжаосюань   | 55       | 1     |
| Польща            | Алісія Росольська | США      | Абігейл Спірс  | 64       | 2     |
| Японія            | Мію Като          | Японія   | Ніномія Макото | 67       | 3     |
| Японія            | Аояма Сюко        | Білорусь | Лідія Морозова | 84       | 4     |

1 Рейтинг подано станом на 1 жовтня 2018

### Інші учасниці
Нижче наведено пари, які отримали вайлдкард на участь в основній сітці:
- Eudice Chong /  Чжан Лін
- Ng Kwan-yau /  Еліна Світоліна

## Переможниці та фіналістки

### Одиночний розряд
- Даяна Ястремська —  Ван Цян, 6–2, 6–1

### Парний розряд
- Саманта Стосур /  Ч Шуай —  Аояма Сюко /  Лідія Морозова 6–4, 6–4